# محمدرضاخان بستکی
محمد رضا خان بستکی فرزند محمد تقی خان ملقب به «سطوت الممالک» زاده ۱۲۹۸ قمری بستک، درگذشته ١٣۶٢ شیراز، حاکم بستک و جهانگیریه.

## تبارنامه
محمد رضا خان (سطوت الممالک) بن محمد تقی خان (صولت الملک) بن مصطفی خان بن احمد خان بن محمد رفیع خان بن هادی خان بن شیخ محمد خان بزرگ بن  عبدالقادر بستکی، شیخ حسن بستکی، شیخ محمد کبیر، شیخ ناصر الدین، شیخ محمد، شیخ جابر،  شیخ اسماعیل رابع، شیخ عبدالغنی، شیخ اسماعیل ثالث، شیخ عبدالرحیم عفیف الدین، شیخ عبدالسلام خنجی، شیخ عباس، شیخ اسماعیل ثانی، حمزه، احمد، محمد، هارون، مهدی، مرشد، محمود، احمد، علی، مبارک، عبدالسلام، سعید، عبدالغنی، طلحه، احمد، اسماعیل، سلیمان، محمد علی، عبدالله (حَبر الأُمَة) ابن عباس بن عبدالمطلب القرشی بن هاشم بن عبد مناف.
مادرش دختر یوسف خان بن احمد خان بزرگ بود.

## زندگی
محمد رضا خان در سال (۱۲۹۸-١٣۶٢) هجری قمری در حالیکه هنوز جدش مصطفی خان در حال حیات بود در بستک زاده شد.
تحصیلات خودرا در مکتب خانه شیخ عبداللطیف ومشایخ دیگر بنی عباسی در بستک فرا گرفت و در علوم عربی و فارسی ومعقول ومنقول آشنائی پیدا کرده، شعر هم می‌سروده، به مطالعه علاقه فراوان داشت شخصی مدبر وسیاست‌مدار ومردم دار بوده‌است.

## سفر به بمبئی
در سال ۱۳۲۶ هجری قمری که بقصد معالجه عازم بمبئی هندوستان بوده وارد بندر لنگه می‌شود بطوری‌که در خاطراتش نوشته بدعوت اعضای انجمن ولایتی بندر لنگه که تازه تأسیس شده بود حاضر شده ونطقی ایراد می‌کند که مورد توجه واستحسان مردم واقع می‌شود. از آنجا به سمت بمبئی حرکت و پس از ۴ ماه دوباره به بستک مراجعت می‌نماید.

## دوران حکمرانی
محمد رضا خان بر اثر لیاقت وشایستگی مورد توجه فرمان فرمای فارس قرار گرفته و در حال حیات پدرش به حکمرانی لار از ۱۳۳۶ تا سال ۱۳۳۷ منصوب می‌شود، وبعدا نیز در سال ۱۳۴۰ و ۱۳۴۱ هجری قمری به موجب حکم وزارت داخله حاکم بندر لنگه می‌گردد. پس از فوت پدرش حکمرانی بستک را عهده‌دار می‌شود. محمد رضا خان بعدها ملقب به سطوت الممالک می‌گردد.
در سال ۱۳۳۴ هجری قمری همراه اردوی حبیب‌الله قوام‌الملک شیرازی که از طریق بوشهر باکشتی انگلیسی به بندر لنگه آمده بود پس از توقف در بستک که برای سرکوبی ژاندارم‌های یاغی عازم لار بود محمد رضا خان هم در این جریان شرکت نموده ودرآنجا امور حکمرانی کهورستان و رویدرات «روئیدر» دریافت می‌دارد.

## بیماری عالمگیر
در زمانیکه محمد رضا خان (سطوت الممالک) در لار حکمران بود، در ماه صفر سال ۱۳۳۷ هجری قمری یاد سمومی وزید وبیماری مسری ویا نوعی آنفلونزا حدود بستک وجهانگیریه ولار وبنادر ونقاط دیگر را فرا گرفت وعده زیادی از مردم تلف شدند، این بیماری خانمان برانداز مؤمنین آن را قهر وغضب الهی ومتجددین قحطی وبیماری مصنوعی اروپائی که زائیده گازهای مسموم واثرات تعفن میلیون‌ها اجساد انباشته مردمان فدائی هوا وهوس سیاست‌مداران وجاه طلبان اروپائی بودند می‌دانستند، این بیماری هولناک بتمام آبادی جهاگیریه بسرعت شیوع یافت و در هر ده وقصبه وشهر روزانه تعداد زیادی تلف می‌شدند، کثرت تلفات مردم چه بسا مجال کفن ودفن نمی‌داد وجسد بیچارگان درآبادی‌های اطراف طعمه سگ‌ها و در راه‌ها وبیابان طعمه درندگان می‌شد. تلفات بستک یک روز به ۱۵۰ نفر رسید وهمگی در بستر بیماری انتظار مرگ بودند، پرستار وگماشته‌ای که نان و آبی تهیه کند وجود نداشت، مردم دسته دسته می‌مردند وهرچند نفر در یک گورستان دفن می‌شدند. این سال پیش مردم بستک به سال دَردی مشهور گردید.

## سفر سطوت الممالک بهبحرین
سطوت الممالک سفری به بحرین نیز نموده و مورد تکریم  شیخ عیس بن علی آل خلیفه حاکم بحرین قرار می‌گیرد. همچنین در سال ۱۳۴۱ هحری قمری باتفاق عین الممالک (یمین اسفندیاری) کارگذار کل بنادر بوشهر از شیخ خزعل در خرمشهر دیدن می‌کند و در مذاکره معلوم می‌شود که شیخ حزعل با بنی عباسیان منسوب است.
محمد رضا خان سطوت الممالک در سال ۱۳۴۲ باتفاق رضا قلیخان بیدشهری از طریق جویم به شیراز رفته ضمن دریافت حکم حکومتی صحرای باغ، کهورستان و رویدرات، جزیره کیش را بنام «جزیره قیس» مشهور بود از میرزا ابراهیم خان قوام الملک خریداری می‌نماید.
حزیره کیش بطوری‌که از متن فرمان ناصرالدین شاه قاجار بر می‌آید جزء دهات خالصجات دیوان بوده‌است که در سال ۱۲۹۸ هجری قمری ناصر الدین شاه به علی محمد خان قوام الملک به‌عنوان پاداش خدمات وفعالیتهائی که در خلیج فارس انجام داده بوده اعطا می‌نماید.
در سال ۱۳۳۶ خورشیدی که دولت تصمیم گرفت از نظر موقعیت سیاسی جزایر خلیج فارس را به مالکیت خود درآورد جزیره کیش را به‌وسیله محمد اعظم خان بنی عباسیان از اولاد محمد رضا خان خریداری می‌نماید. می‌گویند که دولت مبلغ سه میلیون ریال بابت بهای آن به خوانین بستک پرداخت نموده‌است.
محمدرضا خان سطوت الممالک آخرین فرد از دودمان مشایخ بنی عباسیان است که در بندر لنگه و لار و بستک حکومتی کرده‌است، وی در شیراز فوت کردند و در همان‌جا مدفون هستند.
او دارای پنج پسر بوده که در بین آن‌ها محمداعظم خان بنی عباسیان به‌عنوان خان بزرگ بستک آخرین فرد متنفذ این خاندان بوده وبا فوت وی در تابستان ۱۳۴۶ خورشیدی وبا توجه به اینکه اجرای قانون اصلاحات ارضی به‌طور کلی سیستم حکومت فئودالیزم را محکوم نمود بدوران حکمرانی ۲۵۰ ساله بنی عباسیان که با ورود شیخ محمد خان در سال ۹۳۸ هجری قمری به بستک وحکومت عملی شیخ محمد بستکی معروف به « شیخ محمد دیده بان » از ۱۱۳۰ شروع شده بود پایان داده شد.

## آغاز حکومت مشایخ بنی عباسی
مشایخ بنی عباسیان و فرزندان آنان که متصدی اداره امور مردم بوده‌اند با آنکه اصالتاً عرب بوده‌اند ولی پس از ورود در ایران خود را ایرانی دانسته و در تمام ادوار تاریخ و زندگی پیرو آرمانهای شاهدوستی و میهن دوستی و مطيع دولت مرکزی بوده‌اند حتی برای پیروزی ایران در جنگ ها به قفقاز هم نیرو فرستاده‌اند و کشته داده‌اند. در بنادر جنوب با اعراب متجاوز جنگیده‌اند.
پس از فوت شیخ عبدالقادر که مصادف بود با اواخر دورهٔ سلطنت صفویه وهجوم وسلطنت افغان‌ها و بالآخره ظهور نادر شاه که در تمام این احوال عامل اصلی و محرک واقعی جنگ وستیزها اختلاف مسلکی شیعه و سنی بود شیخ محمد سعید بستکی و شیخ محمد بستکی بدخالت به امور حکومتی آغاز کردند این دو نفر فرزندان شیخ عبدالقادر از نفوذ روحانی پدرشان که یک نوع تسلط روحی بزرگی برمردم بستک وجهانگیریه ایجاد کرده بود استفاده کامل نمودند وبعلل سیاسی زمان و شاید هم برای انتقامجوئی از کسانیکه موجب فرار آنان از خنج که جوار جد اعلایشان حاج شیخ عبدالسلام خنجی بود، شده بودند ویا به‌عنوان مبارزه مسلکی شیعه ویا بقول نویسنده:
«تاریخ جهانگیریه» برای حفظ جان ومال جماعت تسنن در برابر هجوم شیعیان نفوذ خودرا بسط دادند تا آنجا که شیخ محمد سعید به حکومت لار رسیده و شیخ محمد خان بزرگ حاکم جهانگیریه و آن حدود گردید.
بدین ترتیب مشایخ بنی عباسی که بقول ابن بطوطه چنان‌که در سفرنامه خود سفرنامه ابن بطوطه نوشته‌است: از زیادی زهد وپرهیزکاری وکثرت عبادت و دوری از مردم اندام علیل وزرد رنگ داشته وآزار مخلوقات را جرم می‌پنداشتند، فرزندانشان زاویه هارا رها کرده و در میدان‌های جنگ وکشتار در آمدند جزئیات این تحولات باشرح حال شیخ محمد سعید بستکی و شیخ محمد خان بزرگ روشن می‌گردد.

## نظری کلی در بارهٔ بنی عباسیان بستک
- بنی عباسیان که اصل اهل بغداد وعربی هستند ابتداء مشایخ طریقت وتصوف بودند برای اینکه محیط دور از سیاست وگوشهٔ آرامی برای عبادت پیدا کنند به ده بستک آمدند.
- اهالی بومی وساکنین دهات گوده وفرامرزان برحسب اعتقاد مذهبی و برای استفاضه دینی دور مشایخ جمع شدند.
- روی آوردن مردم وجمع شدن آنان در اطراف این مشایخ و دور بودن منطقه از دسترس حکومت لار وبالآخره تحریک فطری اهالی برای دفاع از مذهب تسنن در برابر رواج مذهب تشیع مجموعاً حس حکمرانی را در اولاد مشایخ برنگیخته وآنان از زوایای عبادت وخانقاه عزلت به میادین جنگ ومسند حکومت کشیده شدند.
- پیش از آمدن مشایخ بنی عباسی شهر بستک فعلی وجود نداشته و فقط دوسه ده کوچک نزدیک بهم درآنجا بود که در نخلستان وسیع فعلی مشغول کشاورزی بودند. در آن هنگام فقط کمشک ـ ایلود ـ جناح، کوخرد (شهرسیبه) ـ و تدرویه مرکزیت داشته وقصبات بزرگی بوده‌اند کما اینکه مولانا شیخ محمد شیخ جابر که در حدود سال ۸۷۰ نخستین فرد از مشایخ که از خنج باین ناحیه آمده در ایلود توقف نموده و خانقاه ساخته وهمانجا فوت کرده‌است، در حقیقت ایجاد شهر بستک بدست مشایخ بنی عباسیان بوده که بعداً توسعه داده شده‌است.
- در حدود گوده و فرامرزان مرکز حکومتی وجود نداشته و فقط در نقاطی مانند: ایلود، تدرویه، انوه، جناح، کوخرد، و کمشک ضابطین وکلانتران محلی بوده‌اند که خراج دولتی را بحاکم لار می‌دادند و بنی عباسیان هم به‌عنوان ضابط وکلانتر و بعدها که بستک مرکز جهانگیره شده نایب الحکومه شده‌اند و برخی هم که بحکومت لارستان رسیده‌اند عنوان حاکم داشته‌اند. این مطلب در فارسنامه ناصری. نوشته حاج میرزا حسن طبیب شیرازی که گویا بعد از زمان حکم احمد خان بزرگ نوشته شده‌است.
- مشایخ بنی عباسیان وفرزندان آنان که متصدی اداره امور مردم بوده‌اند با آنکه اصالتاً عرب بوده‌اند ولی پس از ورود در ایران خودرا ایرانی دانسته و در تمام ادوار تاریخ وزندگی پیرو آرمان‌های شاهدوستی ومیهن دوستی ومطیع دولت مرکزی بوده‌اند حتی برای پیروزی ایران در جنگ‌ها به قفقاز هم نیرو فرستاده‌اند وکشته داده‌اند. در بنادر جنوب با اعراب متجاوز جنگیده‌اند.

در هرحال همه این‌ها از اعقاب حاج شیخ عبدالسلام و شیخ عبدالقادر هستند که از خنج به بستک آمدند.